# Kalhausen
Kalhausen település Franciaországban, Moselle megyében. Lakosainak száma 779 fő (2022. január 1.). Kalhausen Achen, Etting, Dehlingen, Herbitzheim, Schmittviller, Oermingen és Wittring községekkel határos.

## Népesség
A település népességének változása:
| Lakosok száma | 855  | 868  | 841  | 859  | 848  | 858  | 837  | 806  | 799  | 779  |
|               | 1968 | 1982 | 1990 | 2006 | 2013 | 2015 | 2017 | 2019 | 2020 | 2022 |